# Osram
OSRAM Licht AG (О́срам) — транснациональная компания со штаб-квартирой в Мюнхене (Германия), разработчик и производитель полупроводниковых компонентов, светового оборудования и интеллектуальных систем освещения. Компания осуществляет научно-исследовательскую деятельность в области оптоэлектроники и фотоники.
С 1978 по 2013 годы Osram являлась дочерним предприятием концерна Siemens AG. В декабре 2019 года австрийский производитель полупроводников и измерительного оборудования AMS приобрёл 59,9 % акций Osram.
3 марта 2021 года ams AG объявила о слиянии с OSRAM в компанию ams-Osram; в сентябре 2021 года акции OSRAM были сняты с листинга на Франкфуртской фондовой бирже.

## История

### 1906—1950. Начало промышленного производства электрических ламп. Лампы накаливания и газоразрядные лампы
17 апреля 1906 года компания Auer-Gesellschaft AG зарегистрировала в Берлине торговую марку OSRAM как знак «электрической лампы накаливания и дуговой лампы» в реестре Императорского патентного ведомства Германии под номером WZ 86.924.
В 1919 году три крупных немецких производителя светотехники — Auer-Gesellschaft, Siemens & Halske и AEG — унифицировали производство ламп накаливания и создали в Берлине объединённую компанию — Osram Werke GmbH KG. Свою деятельность коммандитное товарищество начало 1 июля 1919 года. В результате этого слияния на мировом рынке появился крупнейший производитель электрических ламп.
В 1924 году Osram стал одним из создателей картеля Phoebus, сговора ведущих на то время производителей ламп накаливания.
До Второй мировой войны производство ламп накаливания было одной из наиболее быстрорастущих областей электротехнической промышленности и основным направлением деятельности Osram. Компания запустила в эксплуатацию заводы в Аугсбурге и Берлине и начала поставки ламп на рынки других стран, открыв торговые представительства за пределами Германии — в Европе, Бразилии и Китае.
Одно из изобретений Osram этого периода — двухнитиевая лампа BILUX со смещенными спиралями для автомобильных фар (1925 год). Всего один отражатель лампы обеспечивал возможность включения ближнего и дальнего света. Технология позволила объединить в одном источнике света все функции, которые раньше требовали применения сложных механических конструкций и занимали много места, и стала стандартом для всех транспортных средств 60-х и 70-х годов выпуска.
В 1926 году Osram впервые выпустила лампу накаливания со стеклянной колбой грушевидной формы.
В 1931 году компания Osram приступила к производству натриевых газоразрядных ламп низкого давления, отличающиеся высокой световой отдачей и характерным жёлтым цветовым спектром. Натриевые лампы стали новой вехой в развитии источников искусственного света и повсеместно использовались для освещения улиц и площадей. В 1933 году компания представила ртутную газоразрядную лампу высокого давления для индустриального и коммерческого освещения. Osram также внесла решающий вклад в разработку газоразрядной люминесцентной лампы, в которой люминофоры, нанесенные на внутренние стенки стеклянной трубки, преобразуют ультрафиолетовое излучение в свет. За создание люминесцентной лампы Superlux компания была удостоена Золотой медали на Всемирной выставке в Париже 1937 года.
Была одной из компаний, которая после тайной встречи Гитлера с промышленниками 20 февраля 1933 года профинансировала предвыборную кампанию нацистов.

### 1950—2005. Ксеноновые, галогенные и металлогалогенные лампы
В 1955 году штаб-квартира Osram переехала из Берлина в Мюнхен. 1 июля 1956 года коммандитное товарищество Osram Werke GmbH KG было перерегистрировано в Osram GmbH Berlin/München с тремя акционерами — Siemens (43 %), AEG (36 %) и General Electric (21 %).
Компания Osram сыграла заметную роль в развитии технологий ксеноновых ламп, которые дают яркий белый свет, близкий по спектру к дневному. В 1951 году компания представила первую в мире ксеноновую лампу с короткой дугой и приступила к серийному производству ксеноновых ламп высокого давления XBO, которые используются в кинопроекторах, системах освещения сцен и телевизионных павильонов. За изобретение этой проекционной лампы в 1983 году Арнольд Шварценеггер вручил Osram статуэтку «Оскар» в специальной номинации, присуждаемой за научные и технические достижения. Ещё одного технического «Оскара» компания была удостоена в 1987 году за создание студийной металлогалогенной лампы HMI.
С начала 1960-х годов компания Osram вела разработки галогенных ламп накаливания, в которых в качестве газов-наполнителей используются пары галогенов (йода или брома). Их газообразные соединения «связывают» испаряющийся вольфрам, регенерируя нить накала, благодаря чему галогенную лампу при тех же размерах нити удалось сделать ярче и долговечнее обычной лампы накаливания.
В 1968 году Osram вывела на рынок высокоинтенсивные металлогалогенные лампы высокого давления POWERSTAR HQI. Эти сверхъяркие лампы использовались на Олимпийских играх в Мюнхене (1972 год), чтобы обеспечить правильный свет для телетрансляций, а впоследствии для освещения других крупнейших спортивных стадионов мира — в Лиллехаммере, Сеуле и Пекине.
В 1978 году единственным акционером компании Osram GmbH стал концерн Siemens.
В 1980 году Osram представила QUICKTRONIC — первый электронный пускорегулирующий аппарат (ЭПРА), предназначенный для пуска и поддержания рабочего режима газоразрядных светильников. Разработка обеспечила сокращение расходов на электроэнергию и увеличение срока службы подключенных к прибору ламп, а также позволила устранить шум и мерцание, присущее работающим люминесцентным лампам. Osram также стала первым производителем, которому удалось интегрировать пускорегулирующее устройство в цоколь источника света — в 1985 году компания выпустила компактную люминесцентную лампу DULUX EL со встроенным ЭПРА.
В 1991 Osram представила газоразрядную ксеноновую лампу (HID — High Intensity Discharge) c цоколем D типа, совершив очередной прорыв в автомобильном освещении — ксеноновые фары имеют расширенный луч, обеспечивают более интенсивный свет и потребляют меньше энергии.
В 1993 году второй по величине производитель светотехники в Северной Америке Sylvania North American Lighting, а также все его представительства в США, Канаде и Пуэрто-Рико в результате поглощения вошли в структуру Osram, образовав Osram Sylvania Inc.
В 1999 году Osram выпустила самую миниатюрную в мире «капсульную» галогенную лампу HALOPIN, работающую от напряжения электросети. Разработка позволила дизайнерам создавать небольшие декоративные светильники без трансформаторов и установила новый стандарт, который до сих пор используют производители светотехники по всему миру.
В 2001—2005 годах Osram презентовала несколько высокотехнологичных новинок — исключительно яркую люминесцентную лампу без электродов ENDURA, бессвинцовое стекло для источников света бытового назначения, безртутную систему для газоразрядных ламп PLANON и самую маленькую в мире галогенную лампу со встроенным (аксиальным) отражателем MINISTAR.
В 2005 году Osram разработала систему PURITEC для очистки воды, воздуха и поверхностей с помощью высокоинтенсивного ультрафиолетового излучения.

### 2000—2015. Эра полупроводников: светодиоды и лазеры
Одно из ключевых направлений, на котором Osram сфокусировала свое внимание в новом тысячелетии — оптические полупроводниковые источники света, такие как светоизлучающие диоды. Сегодня они используются повсеместно, представляя собой самую эффективную и практичную технологию. Малые размеры, экономичность и долговечность светодиодов позволяют изготавливать на их основе любые световые приборы. Производство светодиодных компонентов осуществляется на собственных фабриках Osram, расположенных в Регенсбурге (Германия), Пенанге (Малайзия), Уси (Китай) и Кулиме (Малайзия). В портфеле Osram представлены высокопроизводительные светодиоды, в том числе для автомобильной промышленности и систем общего освещения, миниатюрные светодиоды для мобильных устройств, а также инфракрасные диоды, полупроводниковые лазеры и детекторы.
В 2006 году компания достигла прорыва в области сверхъярких полупроводниковых приборов, разработав миниатюрный светодиод OSRAM OSTAR — он обеспечивает большое количество света при небольшой площади. В 2008 году Osram запустила производство синих лазерных диодов высокой мощности (на основе нитрида галлия-индия) для широкого спектра применений — от профессиональных проекторов и декоративного освещения до сценических лазерных систем и медицинских приборов. В 2009 году компания представила первую коммерчески доступную разработку в области органических светодиодов (OLEDs — Organic Light Emitting Diodes) для функционального освещения — световую панель ORBEOS. В 2015 году Osram представила первый на рынке компактный инфракрасный излучатель (ИК-светодиод), предназначенный для разблокирования смартфонов с помощью сканирования радужной оболочки глаз. А в 2016 году компания продемонстрировала первый в мире светодиод с технологией преобразования (излучающий широкополосный инфракрасный свет в диапазоне длин волн от 650 до 1050 нм) для ближней инфракрасной спектроскопии, например, для анализа качества продуктов питания.
В 2014 году Osram в качестве системного партнера BMW и Audi запустила первый в мире серийный автомобили с лазерными LED-фарами, дальность полного луча которых достигает 600 метров — это вдвое больше, чем у стандартных светодиодных фар. Лазерный свет стал абсолютным новшеством в автомобильном освещении и следующим большим шагом вперед с момента внедрения галогенных, ксеноновых и светодиодных технологий. Основой для полностью лазерного луча стала разработанная Osram технология автомобильной лазерной активации пустого фосфора (LARP) — модуль, в котором лазерный луч с нескольких диодов изначально попадает в преобразователь и с помощью флуоресцентного вещества преобразуется из синего света в белый.

### 2016—2020. Трансформация бизнеса: к фотонике и Интернету вещей
В июле 2013 года компания Osram GmbH вышла из состава концерна Siemens и стала самостоятельным предприятием (Siemens сохранял 17 % долю в компании до 2017 года).
В ноябре 2015 года было объявлено о смене стратегии развития и преобразовании Osram в высокотехнологичную компанию, ориентированную на цифровые применения светодиодов и разработки в области фотоники, охватывающей весь спектр оптико-электронных и лазерных технологий.
В 2016 году основное направление деятельности Osram — производство бытового осветительного оборудования — было выделено в юридически независимую компанию LEDVANCE с лицензией на продажу продуктов под брендами OSRAM и SYLVANIA (в США и Канаде): светодиодных ламп и светильников, интеллектуальных и сетевых решений Smart Home & Smart Building, а также традиционных источников света. В 2017 году владельцем LEDVANCE стала компания MLS Co., Ltd. (Китай). Компания также выставила на продажу свое подразделение, выпускающее уличные, спортивные, промышленные светильники и светильники для коммерческих объектов. В результате этих преобразований символ лампы накаливания был удален из логотипа OSRAM.
В конце 2019 года австрийский производитель полупроводников и измерительного оборудования AMS, в рамках договорённости о поглощении, приобрёл 59,9 % акций Osram Licht AG.

## Показатели деятельности
Компания Osram имеет 48 предприятий и филиалов, расположенных в 17 странах мира, и обеспечивает своей продукцией потребителей в 120 странах. Общая численность персонала — 26 200 человек. Выручка в отчетном финансовом 2019 году (закончился 30 сентября) составила более 3,5 млрд евро. Ежегодно компания инвестирует более 10 % оборота в научно-исследовательские разработки.
С 23 сентября 2013 года компания Osram Licht AG зарегистрирована на фондовых биржах Франкфурта и Мюнхена (ISIN: DE000LED4000; WKN: LED400; сокращение: OSR). Операционная компания — Osram GmbH. Торговый знак OSRAM принадлежит компании Osram GmbH.

## Бизнес-подразделения

### Osram Automotive (AM)
Подразделение Osram Automotive выпускает лампы, световые модули и сенсорные компоненты для автомобильной промышленности и осуществляет поставки как на сборочные конвейеры мировых автоконцернов, так и на рынок постгарантийного обслуживания легковых автомобилей, мототехники и грузового транспорта под собственными торговыми марками OSRAM, NEOLUX и SYLVANIA.
Бизнес-показатели Osram AM включают работу международного совместного предприятия OSRAM Continental (со штаб-квартирой в Мюнхене, Германия), занимающегося разработкой интеллектуальных решений для автомобильных применений: они построены на интеграции в одном продукте освещения, датчиков, электроники и программного обеспечения, что обеспечивает осветительным приборам умные функции — например, основанную на световых сигналах связь между водителем, другими участниками дорожного движения и окружающими объектами.

### Osram Opto Semiconductors (OS)
Подразделение Osram Opto Semiconductors производит светодиодные компоненты и оптические полупроводниковые приборы и разрабатывает специализированные приложения, такие как инфракрасные компоненты для смартфонов и автономного вождения. Подразделение Osram OS активно продвигает использование оптических кристаллов для различных областей применения, включая технологии визуализации и обнаружения — устройства для медицины и оздоровления, виртуальной и дополненной реальности, беспилотных машин и летательных аппаратов, систем видеонаблюдения и биометрической идентификации, мониторинга жизненно важных функций человека с помощью высокоточных оптических датчиков. Компания внедряет передовые технологии с использованием квантовых точек для инновационных наноструктур и вертикально-излучающего лазера (VCSEL).
В 2017 году компания Osram ввела в эксплуатацию в Кулиме (Малайзия) сверхсовременный завод по производству светодиодных чипов, применяемых для внутреннего, уличного, фасадного освещения и автомобильной промышленности. Завод дополняет производственную программу предприятий Osram, в рамках которой компания поставляет на глобальный рынок любые типы светодиодов синего, зелёного, белого, красного, оранжевого, жёлтого и инфракрасного спектра, а также поверхностные и объемные излучатели. Производство в Кулиме выпускает светодиодные элементы по 6-дюймовой технологии, которая характеризуется увеличенной на 125 % производительностью по сравнению с распространенной 4-дюймовой.

### Osram Digital (DI)
«Цифровой» бизнес-дивизион Osram Digital ориентирован на развитие концепции Интернета вещей (IoT) — цифровых приложений на базе полупроводниковых технологий и интеллектуальных энергоффективных систем освещения с подключением через Интернет. Подразделение также поставляет датчики и цифровые службы, не привязанные к какой-либо системе освещения.
Через свою бостонскую группу Digital Lumens компания предлагает решения для мониторинга промышленных и коммерческих активов. Они объединяют светодиодные источники света с интегрированными в них сенсорами, подключенными к программе управления по беспроводной сети, и позволяют с помощью различных приложений собирать данные и управлять параметрами света, например, яркостью, которая будет увеличиваться при большем количестве людей в помещении или уменьшаться в периоды низкой занятости или при дневном свете.
Частью Osram DI также являются лампы для кинопроекции, подсветка для текстильных изделий и световые решения для промышленного и медицинского применения. Высокоинтенсивные ультрафиолетовые лампы Osram используются для обеззараживания поверхностей, воды и воздуха.

## Дочерние компании
Основные дочерние компании на 2019 год:
- ADB Stagelight S.A.S.U. (Бергамо, Италия)
- BAG Electronics GmbH (Арнсберг, Германия)
- Clay Paky S.p.A. (Бергамо, Италия)
- Digital Lumens, Inc (Бостон, США)
- Fluence Bioengineering, Inc. (Остин, США)
- LED Engin, Inc. (Сан-Хосе, США)
- Ring Automotive Ltd. (Лидс, Великобритания)
- Traxon & e: cue (Гонконг, Китай)
- Vixar, Inc. (Плимут, США)